# Perica Bukić
Perica Bukić (Sebenico, 20 febbraio 1966) è un ex pallanuotista croato, vincitore di due medaglie d'oro ai giochi olimpici di Los Angeles 1984 e Seul 1988 ed una d'argento ad Atlanta 1996.
Nel 2004 è stato eletto presidente del HVS, carica che è durata fino al 2010, anno in cui è stato vicepresidente della federazione croata
Nel 2008 è stato inserito nel International Swimming Hall of Fame.

## Carriera

### Club
Ha iniziato a giocare a pallanuoto nel 1979 a Sebenico nel VK Solaris (1979-1987). La carriera da giocatore l'ha conclusa nel 2001 nel Mladost di Zagabria.

### Nazionali
Per la Jugoslavia (1983-1991) ha ottenuto 300 presenze, mentre con la Croazia (1992-1998) ha disputato 150 incontri.

## Palmarès

### Giocatore

#### Club
- Eurolega: 4

Jadran Spalato: 1991-92
Mladost: 1989-90, 1990-91, 1995-96
- Coppe LEN: 1

Mladost: 2000-2001
- Coppa delle Coppe: 1

Mladost: 1998-1999
- Supercoppa LEN: 2

Mladost: 1990, 1996
- Campionato jugoslavo: 2

Mladost: 1989, 1990
- Coppa di Jugoslavia: 1

Mladost: 1988-1989
- Campionato croato: 7

Mladost: 1992, 1993, 1994, 1995, 1996, 1997, 1999
- Kup Hrvatske: 4

Mladost: 1992, 1993, 1997, 1998
- Coppa COMEN: 2

Mladost: 1987, 1990

### Nazionali

#### Jugoslavia
- Oro olimpico: 2

Jugoslavia: Los Angeles 1984, Seul 1988
- Oro ai campionati mondiali: 2

Jugoslavia: Madrid 1986, Perth 1991
- Oro nella Coppa del Mondo: 2

Jugoslavia: Salonicco 1987, Berlino 1989
- Argento nella Coppa del Mondo: 1

Jugoslavia: Barcellona 1991
- Argento ai campionati europei: 3

Jugoslavia: Sofia 1985, Strasburgo 1987, Bonn 1989
- Argento ai Giochi del Mediterraneo: 1

Jugoslavia: Atene 1991

#### Croazia
- Argento olimpico: 1

Croazia: Atlanta 1996
- Argento ai Giochi del Mediterraneo: 1

Croazia: Linguadoca-Rossiglione 1993

## Onorificenze
- Ordine della Danica Hrvatska